# Budkovce
Budkovce (německy Wudigersdorf či Guthsdorf, maďarsky Butka) jsou obec na Slovensku v okrese Michalovce.

## Poloha
Obec se nachází ve východní části Košického kraje, ve Východoslovenské nížině. Asi 2 km od obce protéká řeka Laborec. Obec je vzdálená od hlavního města Bratislavy 498 km, krajského města Košice 63,8 km a okresního města Michalovce 15,9 km, sousedí s osmi obcemi: Dúbravka, Hatalov, Palín, Stretava, Slavkovce, Sliepkovce, Stretavka a Drahňov.

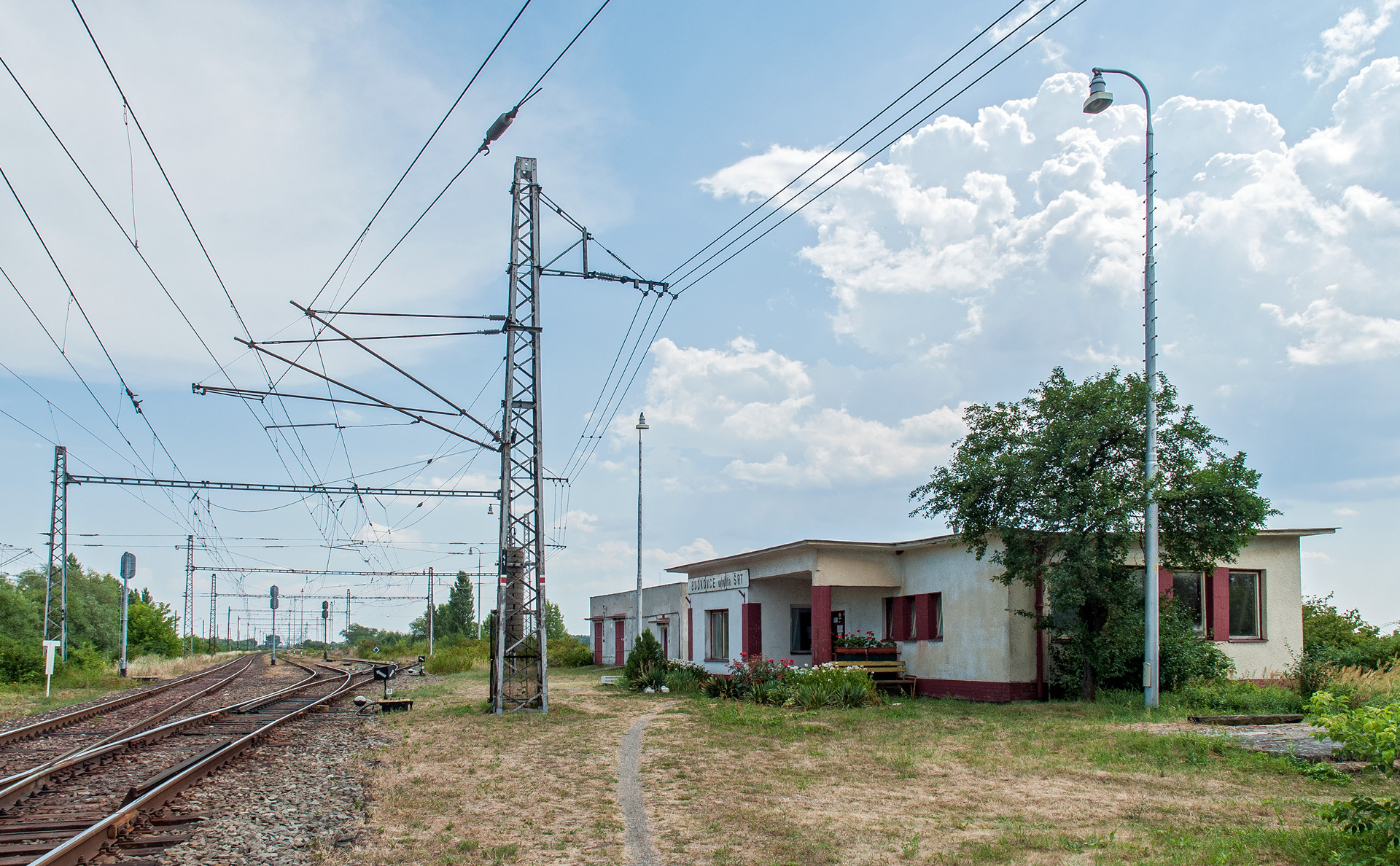
Budova výhybny Budkovce na širokorozchodné trati

## Doprava
Budkovci prochází železniční trať číslo 195 z Bánovců nad Ondavou do Veľkých Kapušan. Osobní doprava na ní však byla roku 2012 zastavena a dopravní spojení s okolím tak zajišťují výhradně autobusy. Taktéž je přes obec vedena širokorozchodná trať z Ukrajiny do Hanisky pri Košiciach, jenž slouží pouze nákladní dopravě.
Na jižním okraji území obce se nachází důležitý bod ropovodu Družba - čerpací stanice s tankovištěm, které čítá devět skladovacích nádrží. 

## Kultura a zajímavosti

### Památky
Mezi nejvýznamnější kulturní památky v obci patří:
- Římskokatolický kostel Nejsvětější Trojice, původně raně gotický ze začátku 14. století. Dnešní kostel Nejsvětější Trojice byl postaven roku 1612 ve stejném slohu.
- Pozdně renesanční kaštel rodiny Buttkayů z roku 1617, později rozšířený nárožními věžemi a přístavbou klasicistického portika.
- Socha sv. Jana Nepomuckého – polychromová plastika z poloviny 19. století, na kterou při bouřce roku 1919 spadl 200 let starý jasan. Socha byla o pět let později na náklady občana Františka Šamudovského zrestaurována a zdobí kostelní dvůr.

Na území Budkovců se nacházel i hrad Budkovce. Žádné bližší informace o něm ale nejsou známy.

### Školství
V Budkovcích funguje devítiletá základní a mateřská škola. 

## Vývoj obyvatelstva

### Obyvatelstvo
- 1771 – 473 obyvatel
- 1890 – 1136 obyvatel
- 1910 – 1341 obyvatel
- 1930 – 1436 obyvatel
- 1940 – 1602 obyvatel
- 1965 – 1560 obyvatel
- 2001 – 1504 obyvatel

### Partnerské obce
Partnerskou obcí je polská obec Laszki.